# Bongardia
Bongardia – rodzaj bylin z rodziny berberysowatych (Berberidaceae). W zależności od ujęcia takson monotypowy z gatunkiem Bongardia chrysogonum (Linn.) Spach lub rodzaj obejmujący dwa gatunki (z wyodrębnianym dodatkowo  Bongardia margalla R.R.Stewart ex Qureshi & Chaudhri). Rośliny tu zaliczane występują we wschodniej części basenu Morza Śródziemnego sięgając na wschodzie po zachodni Pakistan. 

## Morfologia
PokrójByliny z bulwiastym kłączem.
LiścieRoślina rozwija 1–3 liście, ogonkowe, nagie i nieco mięsiste. Blaszka jest nieparzysto pierzaście złożona, z 6–8 parami listków.
KwiatyZebrane w luźny, szczytowy kwiatostan wiechowaty, z widlastymi rozgałęzieniami. Kwiaty promieniste obupłciowe. Od 3 do 6 działek kielicha szybko odpada. Płatków jest 6, barwy żółtej. Są one dłuższe od działek kielicha i opatrzone są u nasady miodnikami. Sześć pręcików osiąga połowę długości płatków. Słupek z zalążnią jednokomorową, powstającą z pojedynczego owocolistka. W zalążni zwykle 5–6 ortotropowych (wyprostowanych) zalążków. Na szczycie słupka o krótkiej szyjce znajduje się dyskowate i wcinane na brzegach znamię.
OwoceTorebki zawierające od 1 do 4, rzadko do 6 nasion.

## Systematyka
Pozycja systematyczna według APweb
Rodzaj należy do podrodziny Berberidoideae, rodziny berberysowatych (Berberidaceae) zaliczanej do jaskrowców (Ranunculales). 
Wykaz gatunków
- Bongardia chrysogonum (L.) Spach
- Bongardia margalla R.R.Stewart ex Qureshi & Chaudhri